# DVD Flick
DVD Flick es un software de autoría de DVD libre para Windows desarrollado por Dennis Meuwissen y publicado bajo licencia GNU General Public License. DVD Flick es capaz de importar pistas de audio, archivos de video y subtítulos, componer películas en formato DVD-Video y grabarlas en un disco o crear una imagen de disco para grabarla posteriormente.
En el sitio web oficial de DVD Flick se afirma que el software soporta 45 formatos contenedores, 40 códecs de audio y 60 códecs de video, incluyendo los formatos de Windows Media, RealMedia, QuickTime, AVI, Flash Video y varios formatos compatibles con MPEG. Además, DVD Flick puede importar cuatro formatos de subtítulos, SubStation Alpha (.ssa/.ass), MicroDVD (.sub), SubRip (.srt) y SubView.
Si bien no es posible editar videos con DVD Flick, sí es posible leer e interpretar scripts de AviSynth y crear menús simples. DVD Flick usa FFmpeg para codificar DVD-Video.
La revista PC World elogió a DVD Flick, concediéndole un puntaje de 5 de 5.